# Шон Ешмор
Шон Ешмор (англ. Shawn Robert Ashmore; * 7 жовтня 1979, Річмонд (Британська Колумбія), Канада) — канадський кіноактор.

## Біографія
Народився у місті Річмонд, Британська Колумбія, Канада, хвилиною пізніше свого брата-близнюка Аарона. Їх батько, Річард — менеджер з виробництва, а мати, Лінда — домогосподарка. Мати сама є однією з пари близнючок, і у віці 7 років привела своїх синів до клубу «Multiple Births Association», що в провінції Альберта, Канада. Там талановитих близнюків помітили телевізійні агенти, і невдовзі брати стали з'являтися на телеекрані у рекламних роликах та художніх фільмах. Зазвичай вони знімалися разом, але якось, коли їм було по 12 років, Аарон захворів, і Шон вирушив на знімання сам. Відтоді Шон завжди на крок випереджає свого брата у акторській кар'єрі. У віці 14 років він підкорив серця глядачів роллю у телепостановці «Гітарист», за яку Шон був номінований на премію «Джеміні». Після цього він регулярно знімається в телевізійних фільмах і серіалах. 2000 року Шон отримав невеличку роль Айсмена у блокбастері «Люди Ікс». Це стало початком його зоряного часу — у другій та третій частині кіноциклу його персонаж став відігравати значно важливішу роль в сюжеті. Та слава не запаморочила хлопцеві голову — майже відразу після виходу на екрани фільму «Люди Ікс 2» Шон погодився на дуже маленьку роль дублера в фільмі «Охоронець мого брата», де головну роль виконував його брат Аарон.

## Подробиці
- Навчався в коледжі Turner Fenton High School в місті Бремптон, Онтаріо, Канада.
- Під час знімання у серіалі «Аніморфи» Шон повинен був торкнутися до справжнього тигра. Тигр раптово повернув голову, і Шон зачепив звіра рукою по носі. На щастя, дресувальник швидко втрутився, і Шон не постраждав.
- Перед зніманням телефільму «Кадет Келлі» Шон протягом трьох місяців відвідував заняття у військовій школі, одночасно беручи уроки командного голосу, щоб краще вжитися в свою роль.
- Готуючись до знімання у фільмі «Люди Ікс 2», Шон шість місяців тренувався, щоб привести себе у відповідну фізичну форму, дотримуючись при цьому суворої дієти та утримуючись від алкоголю.
- Шон розповідав, що якось після прослуховування, на якому він був разом зі своїм братом Аароном, їм сказали: «Ви обидва нам подобаєтесь, тому ми просто кинемо монетку».
- Шон на дюйм нижчий за свого брата-близнюка Аарона. Відносно цього факту Шон висловився так: «Це лише підбори та зачіска».
- Разом зі своїм братом Аароном винаймав квартиру у Торонто, а згодом вони разом переїхали до Лос-Анжелеса.

## Фільмографія

### Фільми
- Married to It (1991) [Student in Pageant]

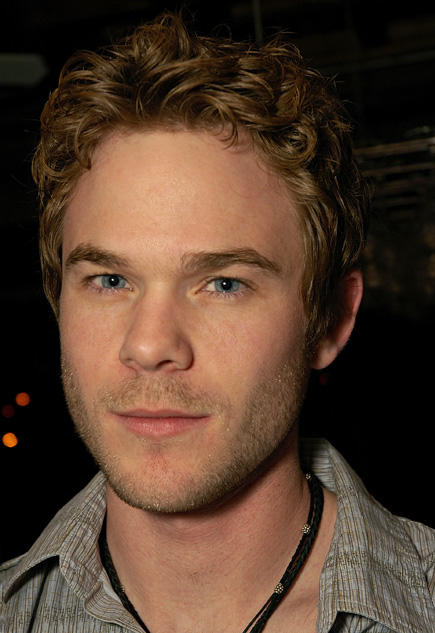
Шон Ешмор

- Gross Misconduct (1993/II) (TV) [Young Brian 'Spinner' Spencer]
- Guitarman (1994) (TV) [Waylon Tibbins]
- Any Mother's Son (1997) (TV) [Billy]
- Melanie Darrow (1997) (TV) [David]
- Promise the Moon (1997) (TV) [Leviatus Bennett]
- Strike! (1998) [Photographer]
- «Animorphs» (1998) [Jake Berenson]
- At the Mercy of a Stranger (1999) (TV) [Danny]
- Dear America: The Winter of Red Snow (1999) (TV) [Ben Valentine]
- Люди Ікс (2000) — Боббі Дрейк/Людина-Лід
- «In a Heartbeat (Коли серця б'ються в такт (телесеріал))» (2000) [Tyler Connell]
- Big House, The (2001) (TV) [Trevor Brewster]
- Blackout (2001/I) (TV) [First Son]
- Wolf Girl (2001) (TV) [Beau]
- Кадет Келлі (2002) (TV) [Brad Rigby]
- Люди Ікс 2 (2003) — Боббі Дрейк/Людина-Лід
- Second Uncanny Issue of X-Men! Making 'X2', The (2003) (V) [Himself]
- My Brother's Keeper (2004) [Twin double]
- «Legend of Earthsea» (2004) (mini) [Ged]
- Underclassman, The (2005) [Rob Donovan]
- Dot (2005) [Connor]
- Люди Ікс: Остання битва (2006) Боббі Дрейк/Людина-Лід
- Сонцестояння (2007) — Крістіан
- Руїна (2008)
- Відхилений (2009) — Майк Стівен
- Замерзлі (2010) — Джо Лінч
- День матері (2010) — Джордж Барнум
- Судний день (2011) — Адам
- Розлучаючись з дівчатами (2011) — Ерік
- Mariachi Gringo (2012) — Едвард
- Пустище (2012) — Дейл
- Люди Ікс: Дні минулого майбутнього (2014) — Боббі Дрейк/Людина-Лід
- Акт помсти (2018) — Брендон Мак-Грегор
- Новобранець (2018—т.ч.)
- Хлопаки (2020) — Ліхтарник

### Телесеріали
- «Katts and Dog» (1988), as [unknown] (episode 2.12 Mistaken Identity (1989))
- «Mr. Dressup» (1967), as Shawn (1992)
- «Ray Bradbury Theatre, The» (1985), as Charlie (episode 5.4 Colonel Stonesteel and the Desperate Empties (1992))
- «Flash Forward» (1996), as Gord (episode 1.19 Mud Pack (1997))
- «Real Kids, Real Adventures» (1998), as Aaron Hall (episode Mountain Lion (1999))
- «Earth: Final Conflict» (1997), as Max (episode 3.15 Sanctuary (2000))
- «Famous Jett Jackson, The» (1998), as Chet (episode 2.26 What You Wish For (2000))
- «Outer Limits, The» (1995), as Morris Shottwell (episode 7.18 Lion's Den (2001))
- «Smallville» (2001), as Eric Summers (episode 1.12 Leech (2002), episode 3.9 Asylum (2004))
- «Michael Essany Show, The» (2003), as Himself (episode 2.3 (2003)

### Відеоігри
| Рік  | Назва                                     | Роль        | Примітки                             |
| ---- | ----------------------------------------- | ----------- | ------------------------------------ |
| 2006 | X-Men: The Official Game                  | Боббі Дрейк |                                      |
| 2016 | Quantum Break                             | Джек Джойс  | 3D-модель персонажа, захоплення руху |
| 2019 | The Dark Pictures Anthology: Man of Medan | Конрад      | 3D-модель персонажа, захоплення руху |